# Schrotschussprinzip
Das Schrotschussprinzip bezeichnet eine Redewendung. Sie beschreibt, dass von vielen Einzelaktionen die meisten zu keinem Ergebnis führen und nur wenige wirklich effizient sind. Umgangssprachlich sagt das Prinzip aus, dass irgendeine Aktion schon zum Ziel führen wird.

## Herkunft
Die Redewendung stammt von der Verwendung von Schrotpatronen mit Flinten bei der Jagd. Insbesondere während einer Treibjagd auf Niederwild und Flugwild  wird mit Schrot auf in Bewegung befindliches Wild geschossen, um den Trefferradius gegenüber dem punktgenauen Präzisionsschuss zu erhöhen. Dabei treffen von der Schrotgarbe ausreichend viele Schrotkugeln, um das Wild sofort zu töten, der Rest fliegt vorbei. Obwohl der Anteil der erfolgreich das Ziel findenden Körner somit geringer als die Gesamtanzahl ist, bleibt nach der Jagd eine hohe Zahl an getroffenen Körnern, wie sich an der erlegten Jagdstrecke ersehen lässt.

## Anwendung
In der Biologie arbeitet die Selektion nach dem Schrotschussprinzip. Wenige Zufallstreffer durch Mutationen und die natürliche Anpassung an die Umwelt haben im Laufe der Evolution ausgereicht, um die Arten der Erde zu differenzieren.
In vielen Lebensbereichen ist es üblich, dass viele vergebliche Versuche unternommen werden müssen, „bis ein Schrotkorn trifft“.
Auch Flirtratgeber empfehlen ihren Lesern, ihre Gegenüber nach dem Schrotschuss-Prinzip anzusprechen, da es statistisch ausgeschlossen sei, immer eine Absage zu bekommen.
In einem Handbuch für Therapeuten in der Klärungshilfe wird eher kritisch angemerkt, dass die verwendete Methode des Doppelns eher einer Suche nach Lösungen mit dem Schrotschussprinzip gleiche.
In der Homöopathie wird der Einsatz von Komplexmitteln als Schrotschussprinzip bezeichnet, die nur in Ausnahmefällen angewendet werden sollten.